# Bladtjärnen (Ore socken, Dalarna)
Bladtjärnen är en sjö i Rättviks kommun i Dalarna och ingår i Dalälvens huvudavrinningsområde.